# だるまさんが転んだら
『だるまさんが転んだら』（だるまさんがころんだら）は、堀内公太郎による日本の推理小説。著者の3作目となる作品。

## ストーリー
ミステリー小説の新人賞の受賞作品の著者が元人気俳優であることが判明し、たちまち話題となりベストセラーになる。しかし、作家志望の青年は過去に自身がネットにアップした内容と酷似し、盗作されていることに気付き編集者を訪ねる。